# 陈绍旺
陈绍旺（1971年2月—），男，天津人，中华人民共和国政治人物，南开大学国际经济研究所毕业，在职研究生学历，经济学博士学位。曾任天津市西青区区长、和平区委书记等职务。现任中共大连市委副书记、大连市人民政府市长。

## 生平
1992年8月加入中国共产党。1994年毕业于天津外国语学院，同年7月参加工作。先后担任天津港保税区经济贸易管理局干部、招商办公室主任、经济发展局副局长、局长。2010年11月，任天津港保税区管委会副主任。2014年11月，任天津天保控股有限公司党委副书记、总经理，天津中天航空工业投资股份有限公司董事长。2015年12月，升任天津市西青区委副书记、区长。2018年5月，改任天津市和平区委书记。
2020年3月，调任中共大连市委副书记、市政府党组书记。3月25日，大连市第十六届人大常委会第十八次会议决定任命陈绍旺为大连市副市长、代市长。2020年5月16日上午，大连市第十六届人民代表大会第三次会议举行第三次全体会议，选举陈绍旺为大连市人民政府市长。